# Agenda 21 local
A Agenda 21 Local é um processo através do qual as autoridades locais trabalham em parceria com os vários sectores da comunidade na elaboração de um Plano de Acção por forma a implementar a sustentabilidade ao nível local. Trata-se de uma estratégia integrada, consistente, que procura o bem-estar social melhorando a qualidade do ambiente.
O termo deriva da Agenda 21, plano de ação global elaborado pelas Nações Unidas para o desenvolvimento sustentável, e que foi adotado na Conferência do Rio de 1992. O capítulo 28 desse documento atribui ao poder local a responsabilidade de desenvolver uma plataforma de diálogo e criação de consensos, de forma a promover uma estratégia de sustentabilidade que seja participativa.

## No Brasil
No Brasil, o Projeto Agenda 21 Local é utilizado pelo Comperj como estratégia de relacionamento com 14 municípios na região de influência do Complexo Petroquímico do Rio de Janeiro, um dos principais empreendimentos da Petrobras no Estado. É realizado desde 2007, simultaneamente em todos os municípios participantes: Cachoeiras de Macacu, Casimiro de Abreu, Guapimirim, Itaboraí, Maricá, Magé, Nova Friburgo, Niterói, Rio Bonito, Saquarema, Silva Jardim, Tanguá e Teresópolis. Em parceria com o Ministério do Meio Ambiente (MMA) e a Secretaria do Estado do Ambiente (SEA-RJ), o objetivo é criar e fortalecer processos de Agenda 21 Locais, contribuindo para o Desenvolvimento Sustentável neste território e a melhoria da qualidade de vida de seus cidadãos.
A inovação na Metodologia do projeto está no processo de Agenda 21 Local, com etapas que diferenciam a iniciativa, proporcionando a reunião de cada setor e a integração de suas visões antes da constituição dos Fóruns. Os setores Público, Privado com fins lucrativos, Privados sem fins lucrativos e Comunidade elaboraram as Agendas 21 Locais dos 14 municípios, com seus Planos Locais de Desenvolvimento Sustentável (PLDS). Outro fator que diferencia a iniciativa é a composição dos Fóruns das Agendas 21 Locais em quatro setores, ao contrário da divisão clássica da sociedade em três setores.
A ação instrumentaliza a Comunicação Digital para registro das etapas, democratização de seu acesso pela sociedade e estímulo ao engajamento. O site Agenda 21 Comperj da sustentabilidade do projeto desde 2008. A partir de 2012, o site passa também a comunicar para a sustentabilidade.
O projeto Agenda 21 Comperj, com sua Metodologia e comunicação, se configura como uma tecnologia social geradora de legado e que suplementa as medidas obrigatórias de mitigação e compensação.

## Em Portugal
Em Portugal a promoção da Agenda 21 Local foi incluída como medida a implementar na proposta de Estratégia Nacional de Desenvolvimento Sustentável.
Actualmente cerca de 118 municípios e 21 freguesias estão a desenvolver processos de Agenda 21 Local (dados de 2009), em vários casos associados regionalmente, que podem ser encontrados no Portal da Agenda 21 Local.
Os principais obstáculos à aplicação da Agenda 21 Local encontrados na última sondagem (2006) responsabilizam principalmente o cidadão, com falta de hábito de participação nas decisões locais ou regionais e insuficiente informação sobre temas que envolvem o desenvolvimento sustentável. O medo e o hábito das pessoas em cargos de decisão também foram umas das causas apontadas como obstáculo à aplicação da Agenda 21 Local.
A Agenda 21 é um documento de 40 capítulos, constitui um programa de ação ousada e abrangente tentativa já realizada de promover, em escala planetária, um novo padrão de desenvolvimento, conciliando métodos de proteção ambiental, justiça social e eficiência econômica. Trata-se de um documento consensual para o qual contribuíram governos e instituições da sociedade civil de 179 países num processo preparatório que durou dois anos e culminou com a realização da Conferência das Nações Unidas sobre Meio Ambiente e Desenvolvimento (CNUMAD), em 1992, no Rio de Janeiro a ECO-92 também conhecida por Rio-92.
A Agenda 21, fala sobre diversos assuntos abordados com a finalidade de mudar este mundo para um novo, ou seja um mundo melhor e mais sustentável para todos. Para que isso seja possível, é permitida a ajuda de todos que preferirem, pois cada estado pode ter a sua própria AGENDA 21. "21" seria o século de hoje, onde nos encontramos em estado deplorável com o meio-ambiente e com o mundo, onde cada um faz a sua parte para construirmos hoje um mundo sustentável. 